# ملساء الزهر
ملساء الزهر (الاسم العلمي: Homalanthus)، جنس نباتات من فصيلة اليتوعية وصف لأول مرة بأنه جنس في عام 1824. هو الجنس الوحيد في عميرة Carumbiinae. أعطانه الأصيلة في آسيا الاستوائية وأستراليا، والجزر المختلفة في المحيط الهادئ.